# Бекинген
Бекинген (њем. Beckingen) општина је у њемачкој савезној држави Сарланд. Једно је од 7 општинских средишта округа Мерциг-Вадерн. Посједује регионалну шифру (AGS) 10042111.

## Географски и демографски подаци
Општина се налази на надморској висини од 173-239 метара. Површина општине износи 51,7 km². У самом мјесту је, према процјени из 2010. године, живјело 15.583 становника. Просјечна густина становништва износи 302 становника/km².

## Међународна сарадња
| Мјесто | Држава    | Врста сарадње | Од    |
| ------ | --------- | ------------- | ----- |
|        | Француска | партнерство   | 1985. |
| Етен   | Француска | партнерство   | 1989. |
| Извор  |           |               |       |